# فتيات الدفع
فتيات الدفع (بالإنجليزية: Push Girls) هو برنامج تلفزيوني واقعي أمريكي على قناة صندانس تي في. تم عرض حلقة تجريبية وحلقة العرض الأصلية في 17 أبريل 2012, مع العرض الرسمي في 4 يونيو 2012. يوثق برنامج فتيات الدفع حياة أربع نساء هن أنجيلا روك وود، تيفاني آدامز، ميا شاكي فيتز، وأوتي أنجل—التي تم شلهن بسبب مرض أو حادث ويعرض التحديات والانتصارات اليومية التي يواجهنها. يتم تصوير السلسلة في لوس أنجلوس، كاليفورنيا.
تم الإعلان في 15 نوفمبر 2012 أن شبكات إيه إم سي بدأت إنتاج الموسم الثاني الذي يتكون من 10 حلقات. تم عرض الموسم الثاني في 3 يونيو 2013.

## الطاقم
- أنجيلا روك وود هي ممثلة، عارضة أزياء، منتجة، وسفيرة في مؤسسة كريستوفر ودانا ريف. توصف بأنها "شبيهة ببودا" وهي "أم الأرض" بين الأربعة. أصبحت مشلولة في عام 2001 بعد حادث سيارة حطم فقرات C4–C5 وقطع الحبل الشوكي. كانت ثالث أمريكية تتلقى جراحة الخلايا الجذعية، وهي تعتقد أن ذلك ساعدها على الانتقال من كرسي كهربائي إلى كرسي يدوي. كان لها دور صغير في فيلم السريع والغاضب (بالإنجليزية: The Fast and the Furious) في عام 2001 قبل أن تصبح مشلولة.

- أوتي أنجل، وهي شبه مشلولة، أصيبت بالشلل بعد حادث سيارة في عام 1992. كانت الراقصة الاحتياطية قد أنهت للتو عرضًا—أداء مع إل إل كول جي في حفل جوائز غرامي في نيويورك—وكانت في طريقها للعودة إلى لوس أنجلوس عندما اصطدمت سيارة بها على الطريق السريع 101. يوثق العرض حياتها المهنية كراقصة، وقائدة فريق "Colours 'N' Motion" (بالعربية: الألوان والحركة) للرقص، ومغنية وممثلة، بالإضافة إلى محاولاتها لإنجاب طفل. كان لأوتي أنجل دور مساند في فيلم Musical Chairs (بالعربية: الكراسي الموسيقية) لعام 2011 وتقود مؤسسة "Save a Soul Foundation" (بالعربية: مؤسسة إنقاذ الروح).

- ميا شاكي فيتز أصيبت بالشلل من الخصر إلى الأسفل في سن 15 عامًا عندما انفجر تشوه وعائي شرياني (AVM) في حبلها الشوكي. كانت رياضية في الأساس، لكنها استمرت في المشاركة في الرياضات التكيفية، ولكنها تجنبت السباحة—التي كانت حبها الأول. يتبع العرض عودتها العاطفية إلى الماء. هي مديرة مشروع في شركة تصميم جرافيكي.

- تيفاني آدامز أصيبت بالشلل في عام 2000 نتيجة لحادث سيارة مدمر. تقول آدامز: "كنت في السابعة عشرة من عمري، في سنتي الأخيرة في المدرسة الثانوية، عندما تعرضت لحادث تصادم أمامي بسبب سائق مخمور، وكان الحادث بسرعة 130 ميلاً في الساعة. تم إعلان وفاتنا جميعًا في مكان الحادث، وكنت في غيبوبة لمدة ثلاثة أسابيع. وعندما استيقظت، قلت لنفسي، 'سأتغلب على هذا، وسأعيش حياتي بالكامل.'" تُعتبر "القنبلة الشقراء" في المجموعة بفضل فمها غير المرشح وطبيعتها الصادقة والمفتوحة. تحب الجنس مع كل من الرجال والنساء ولا تحب التصنيفات.

- تشيلسي هيل أصيبت بالشلل في المدرسة الثانوية بعد ركوبها مع سائق مخمور. قبل أن تصبح مشلولة، كانت تأمل أن تصبح راقصة محترفة. هي ووالدها أسسا مؤسسة "Walk and Roll" التي تهدف إلى مساعدة الأشخاص الذين يعانون من إصابات في الحبل الشوكي. كما تقوم بإلقاء محاضرات عامة لتثقيف المراهقين حول القيادة تحت تأثير الكحول.

## الحلقات
| الموسم | الموسم | الحلقات | بداية الموسم | نهاية الموسم  |
| ------ | ------ | ------- | ------------ | ------------- |
|        | 1      | 14      | 4 يونيو 2012 | 27 أغسطس 2012 |
|        | 2      | 10      | 3 يونيو 2013 | 22 يوليو 2013 |

### الموسم 1 (2012)
| الرقم في السلسلة | الرقم في الموسم | العنوان                       | تاريخ العرض الأصلي |
| ---------------- | --------------- | ----------------------------- | ------------------ |
| 0                | 0               | «معاينة سريعة»                | 17 أبريل 2012      |
| 1                | 1               | «الجميع يحدق»                 | 4 يونيو 2012       |
| 2                | 2               | «شاهدني»                      | 4 يونيو 2012       |
| 3                | 3               | «أنت لا تفهم»                 | 11 يونيو 2012      |
| 4                | 4               | «أمل أن يكون الوقت غير متأخر» | 18 يونيو 2012      |
| 5                | 5               | «كيف وصلت إلى هنا؟»           | 25 يونيو 2012      |
| 6                | 6               | «مشتعلون»                     | 2 يوليو 2012       |
| 7                | 7               | «هكذا نتجاوز»                 | 9 يوليو 2012       |
| 8                | 8               | «العيش في المسار السريع»      | 16 يوليو 2012      |
| 9                | 9               | «غريب»                        | 23 يوليو 2012      |
| 10               | 10              | «خارج عن السيطرة»             | 30 يوليو 2012      |
| 11               | 11              | «كسر الجليد»                  | 6 أغسطس 2012       |
| 12               | 12              | «المضي قدمًا»                  | 13 أغسطس 2012      |
| 13               | 13              | «في العمق»                    | 20 أغسطس 2012      |
| 14               | 14              | «العودة»                      | 27 أغسطس 2012      |

### الموسم 2 (2013)
| الرقم في السلسلة | الرقم في الموسم | العنوان                        | تاريخ العرض الأصلي |
| ---------------- | --------------- | ------------------------------ | ------------------ |
| 15               | 1               | «حب غريب»                      | 3 يونيو 2013       |
| 16               | 2               | «خيانة»                        | 3 يونيو 2013       |
| 17               | 3               | «أخبار مفاجئة»                 | 10 يونيو 2013      |
| 18               | 4               | «أخت تيفاني المفقودة: الجزء 1» | 17 يونيو 2013      |
| 19               | 5               | «أخت تيفاني المفقودة: الجزء 2» | 24 يونيو 2013      |
| 20               | 6               | «التربية الجنسية»              | 1 يوليو 2013       |
| 21               | 7               | «كيف تجرؤ!»                    | 8 يوليو 2013       |
| 22               | 8               | «الهروب إلى المكسيك»           | 15 يوليو 2013      |
| 23               | 9               | «أحبني أو اتركني»              | 22 يوليو 2013      |
| 24               | 10              | «نهاية الموسم»                 | 22 يوليو 2013      |

## وصلات خارجية
- الموقع الرسمي (http://www.sundancechannel.com/push-girls/)
- [IMDB](https://www.imdb.com/title/tt2323135/)